# Suontjärvi
Suontjärvi är en sjö i kommunen Pieksämäki i landskapet Södra Savolax i Finland. Sjön ligger 108,7 meter över havet. Arean är 58 hektar och strandlinjen är 10,4 kilometer lång. Sjön  ingår i Vuoksens huvudavrinningsområde.   Den ligger omkring 78 kilometer norr om S:t Michel och omkring 280 kilometer nordöst om Helsingfors. 